# Hermann Baumeister (Politiker)

Hermann Baumeister

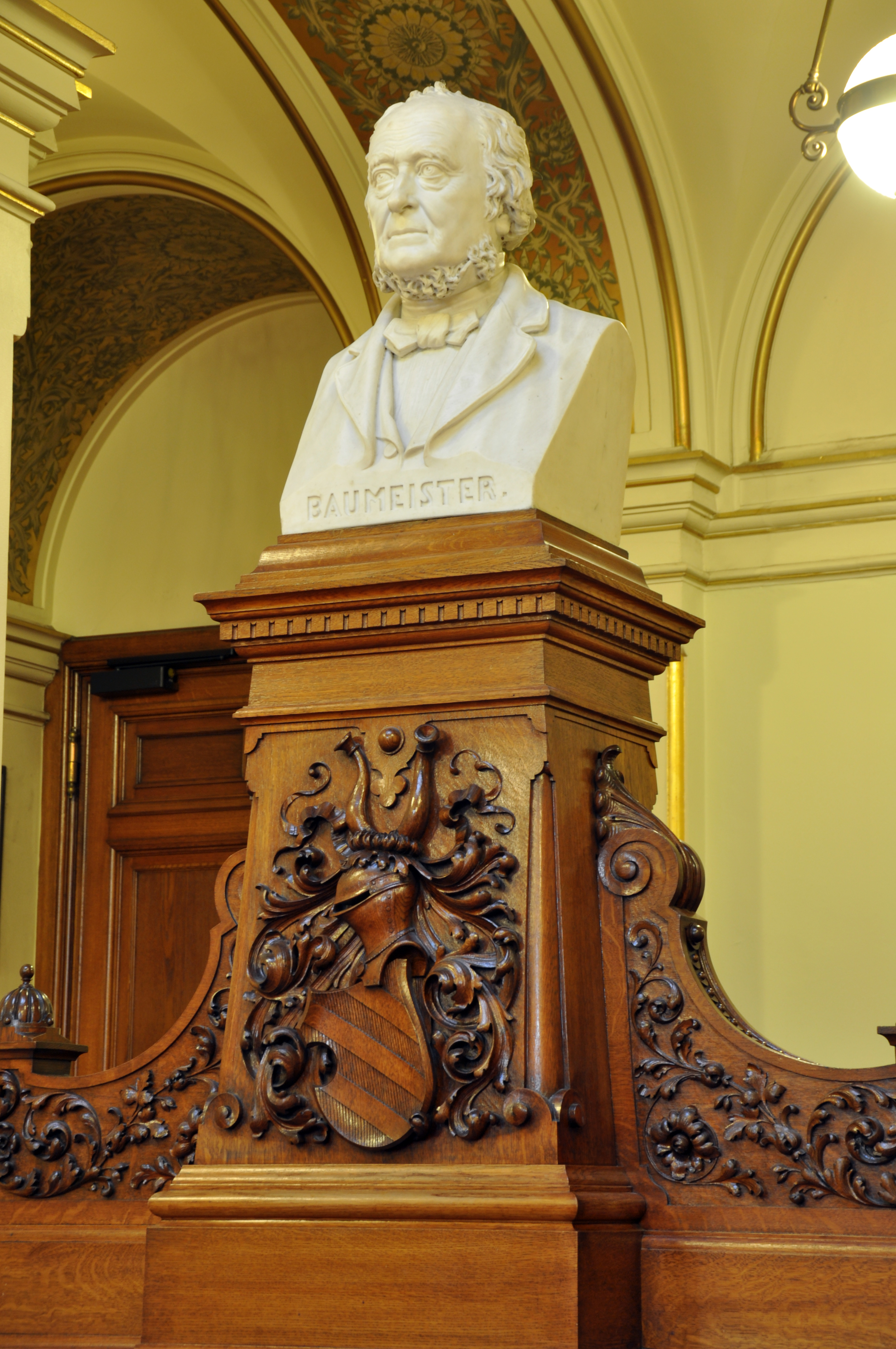
Baumeister-Büste im Hamburger Rathaus

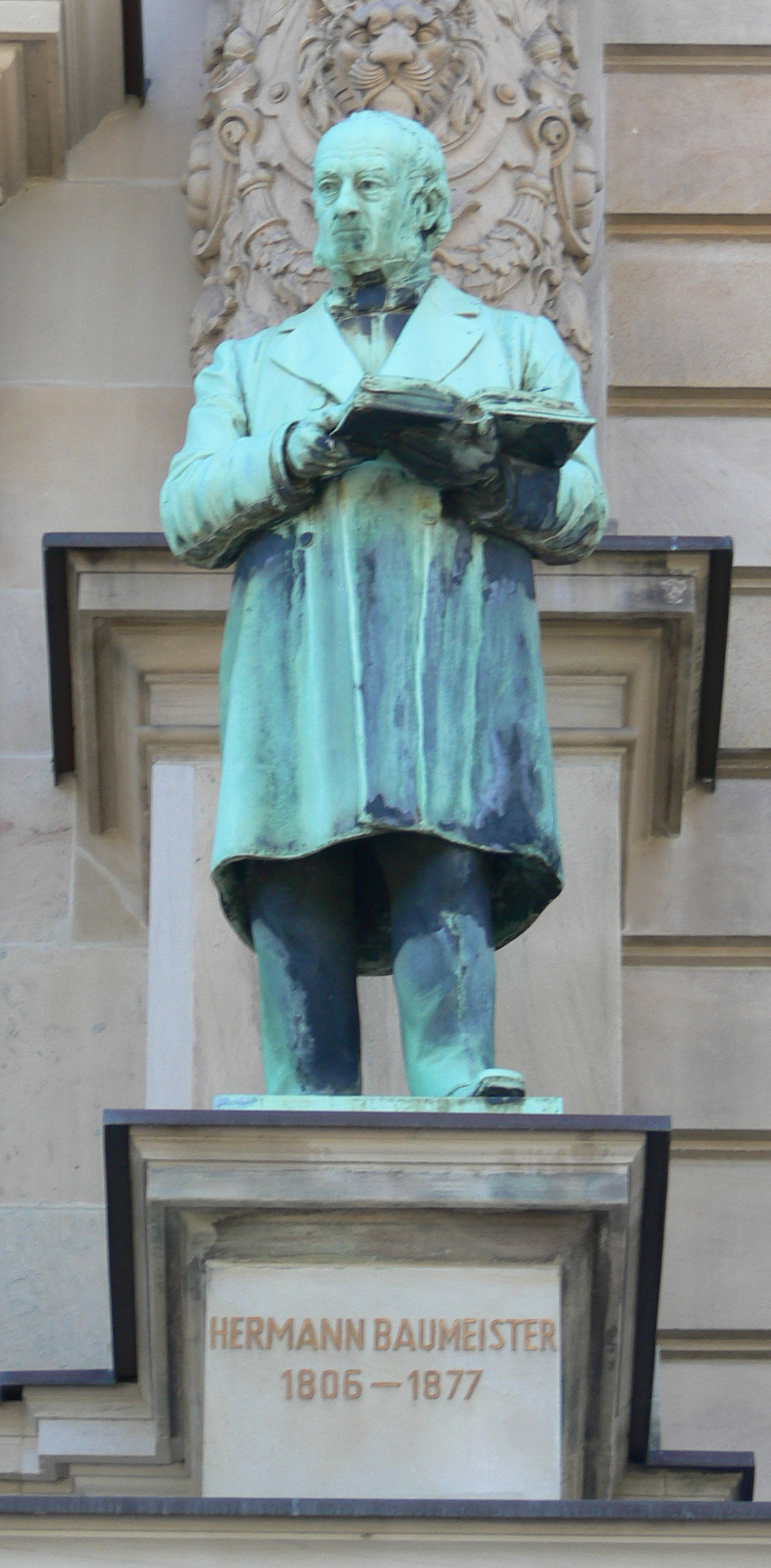
Baukeister-Standbild am Ziviljustizgebäude in Hamburg

Hermann Baumeister (* 4. Januar 1806 in Hamburg; † 16. April 1877 ebenda) war ein deutscher Jurist und Politiker, der als Mitglied und Präsident der Hamburgischen Bürgerschaft Bedeutung erlangte.

## Leben
Hermann Baumeister entstammte einer Hamburgischen Kaufmannsfamilie und studierte Rechtswissenschaft an der Eberhard-Karls-Universität Tübingen. Er war zunächst als Advokat tätig. 1835 wechselte er als Richter ans Hamburger Niedergericht, wo er bis 1859 tätig war. Dieser Schritt war notwendig, weil Baumeister sich vermehrt wissenschaftlichen und politischen Themen widmen wollte und dieses als Richter besser möglich war. 1848/1849 war er als Präsident der Konstituierenden Versammlung in Hamburg und ein Kämpfer für eine moderne Hamburger Verfassung. Zudem war er Mitglied der Rat- und Bürgerdeputation der Stadt.
Von 1859 bis zu seinem Tod 1877 war Baumeister als Richter beim Obergericht tätig und wurde 1876 dessen Präsident.
Er gehörte der Hamburgischen Bürgerschaft von 1859 bis zu seinem Tod an und war von Dezember 1863 bis Dezember 1865, erneut von Januar 1868 bis Juni 1869 sowie von Dezember 1869 bis April 1877 Präsident des Parlaments.
Er war mit Wilhelmine geb. Woltmann (1811–1902) verheiratet und war Vater eines Kindes. Seit 1833 war er Mitglied der Hamburger Freimaurerloge Ferdinand zum Felsen.

## Ehrungen
Die Baumeisterstraße in Hamburg-St. Georg wurde bereits 1874 nach ihm benannt. An ihn wird auch auf der Doppelsammelgrabplatte Obergericht des Althamburgischen Gedächtnisfriedhofs auf dem Friedhof Ohlsdorf erinnert. 1903 wurde ein Standbild Baumeisters an der Fassade des Ziviljustizgebäudes am Hamburger Sievekingplatz aufgestellt, das von dem Berliner Bildhauer Georges Morin stammt. Im Hamburger Rathaus gibt es eine Marmor-Büste Baumeisters von dem Hamburger Bildhauer Engelbert Peiffer.

## Schriften
- Blicke auf einzelne Gegenstände des Hamburgischen Rechts. Perthes-Besser & Mauke, Hamburg 1852.
- Das Privatrecht der Freien und Hansestadt Hamburg. 2 Bände. Hoffmann und Campe, Hamburg 1856. (Band 1 Allgemeiner Theil, Sachenrecht, Obligationenrecht / Band 2 Familienrecht, Erbrecht)
Das auch als „Baumeisters Lehrbuch“ bekannt gewordene Buch galt als Standardwerk zum Hamburgischen Privatrecht. (Digitalisat beim Max-Planck-Institut für europäische Rechtsgeschichte)
- Die halb-öffentlichen milden Stiftungen in Hamburg. Hoffmann & Campe, Hamburg 1869.